# Pandanus palustris
A Pandanus palustris az egyszikűek (Liliopsida) osztályának csavarpálma-virágúak (Pandanales) rendjébe, ezen belül a csavarpálmafélék (Pandanaceae) családjába tartozó faj.

## Előfordulása
Kizárólag Mauritius szigetén fordul elő, csak ezen a területen őshonos.